# 里奥布朗库
里奥布朗库是巴西马托格罗索州的一个市镇。总面积501.496平方公里，总人口5039人，人口密度10人/平方公里。